# Brachyunguis zawadovskii
Brachyunguis zawadovskii är en insektsart. Brachyunguis zawadovskii ingår i släktet Brachyunguis och familjen långrörsbladlöss. Inga underarter finns listade i Catalogue of Life.